# Ian Thomas (giocatore di football americano)
Ian Thomas (Baltimora, 6 giugno 1996) è un giocatore di football americano statunitense che milita nel ruolo di tight end per i Las Vegas Raiders della National Football League (NFL).

## Caratteristiche tecniche
Pur non ritenuto dagli opinioni un tight end particolarmente eccelso, è generalmente apprezzato per la sua solidità prestazionale.

## Carriera universitaria
Laureatosi nel 2016 presso il Nassau Community College di Garden City, New York, dove ha modo di giocare a football americano in forza ai Nassau Lions, nel medesimo anno si trasferisce agli Indiana Hoosiers. Inizialmente aggregato come riserva, si distingue attraverso una solida continuità di prestazioni, che al termine della stagione 2017 gli vale l'invito, accettato, al Senior Bowl.

## Carriera professionistica

### Carolina Panthers
Thoms fu selezionato nel corso del quarto round del Draft NFL 2018 dai Carolina Panthers, come centounesima scelta in assoluto. Debuttò tra i professionisti il 9 settembre 2018, nella gara di settimana vinta contro i Dallas Cowboys. Il 23 dicembre seguente mette a segno il suo primo touchdown tra i professionisti, nella gara di week 16 contro gli Atlanta Falcons. Al termine della stagione 2021 viene riconfermato dalla formazione di Charlotte.
Nella stagione 2019 giocò tutte le 16 gare, di cui tre come titolare, totalizzando 16 ricezioni per 136 yard e un touchdown.
Il 25 febbraio 2022 Thomas firmò un rinnovo contrattuale triennale con i Panthers del valore di 16,5 milioni di dollari.

### Las Vegas Raiders
Il 25 marzo 2025 Thomas firmò con i Las Vegas Raiders.

## Statistiche

### Stagione regolare
| Stagione | Stagione | Stagione | Stagione | Ricezioni | Ricezioni | Ricezioni | Ricezioni | Ricezioni |     | Fumble | Fumble |
| Anno     | Squadra  | P        | PT       | Ricezioni | Ricezioni | Ricezioni | Ricezioni | Ricezioni |     | Fumble | Fumble |
| Anno     | Squadra  | P        | PT       | Ric       | Yard      | Media     | Max       | TD        | Fmb | Persi  |        |
| -------- | -------- | -------- | -------- | --------- | --------- | --------- | --------- | --------- | --- | ------ | ------ |
| 2018     | CAR      | 16       | 6        | 36        | 333       | 9,3       | 31        | 2         | 0   | 0      |        |
| 2019     | CAR      | 16       | 3        | 16        | 136       | 8,5       | 19        | 1         | 0   | 0      |        |
| 2020     | CAR      | 16       | 8        | 20        | 145       | 7,3       | 21        | 1         | 1   | 0      |        |
| 2021     | CAR      | 17       | 13       | 18        | 188       | 10,4      | 41        | 0         | 0   | 0      |        |
| 2022     | CAR      | 17       | 17       | 21        | 197       | 9,4       | 50        | 0         | 0   | 0      |        |
| 2023     | CAR      | 12       | 5        | 5         | 56        | 11,2      | 28        | 0         | 0   | 0      |        |
| 2024     | CAR      | 5        | 2        | 3         | 7         | 2,3       | 3         | 0         | 0   | 0      |        |
| Totale   | Totale   | 99       | 54       | 119       | 1 062     | 8,9       | 50        | 4         | 1   | 0      |        |

Fonte: Football Database
Statistiche aggiornate alla stagione 2024